# Chlosyne marina melitaeoides
Chlosyne marina melitaeoides es una subespecie de mariposa endémica de México de la familia Nymphalidae, que fue descrita originalmente bajo el nombre científico de Synchloe melitaeoides por C. Felder & R. Felder, en 1867.

## Descripción
Ventralmente las alas anteriores son de color negro con manchas amarillas de diferentes formas. La celda costal es de color anaranjado. Alas posteriores son de color negro, con varias manchas amarillas muy claro dentro de la celda discal y área postdiscal interna. Y otra serie de puntos blancos en el área postdiscal externa. En el margen externo presenta pelos blancos y negros con mayor proporción los primeros. Las alas en su vista dorsal son de color negro. Presenta una banda de color amarillo opaco en el área postdiscal, dos manchas dentro de la celda discal y dos manchas próximas a los márgenes una de cada lado a la altura de la celda discal. Presenta serie de manchas anaranjadas casi cuadradas en el área postdiscal externa. Margen externo presenta pelos negros y blancos en la misma proporción, y blancos en el margen anal.
Las antenas en el ápice son de color anaranjado, y blancas en su mayoría. Cabeza, tórax y abdomen son de color negro en su vista dorsal. Este último con pelos amarillo entre cada segmento. Los palpos son de color amarillo, el tórax presenta pelos amarillos. El abdomen es de color amarillo con dos líneas delgadas de color negro o pardo oscuro.

## Distribución
Noreste de México, se le ha reportado desde el sur de Texas, y este de México, en los estados de Tamaulipas, Nuevo León, Querétaro, Puebla,  San Luis Potosí, Hidalgo, y Veracruz.

## Hábitat
En áreas abiertas de la selva mediana subperennifolia, selva baja espinosa y matorral inerme o sublime parvifolio. En Hidalgo en Jacala; Santa Mónica. En Nuevo León: Chipinque. En San Luis Potosí: Cárdenas-Ciudad del Maíz; El Naranjo; Sierra de Álvarez. Tamaulipas: San Fernando, etc.

## Estado de conservación
No se encuentra enlistada en la NOM-059.